# Magna moralia

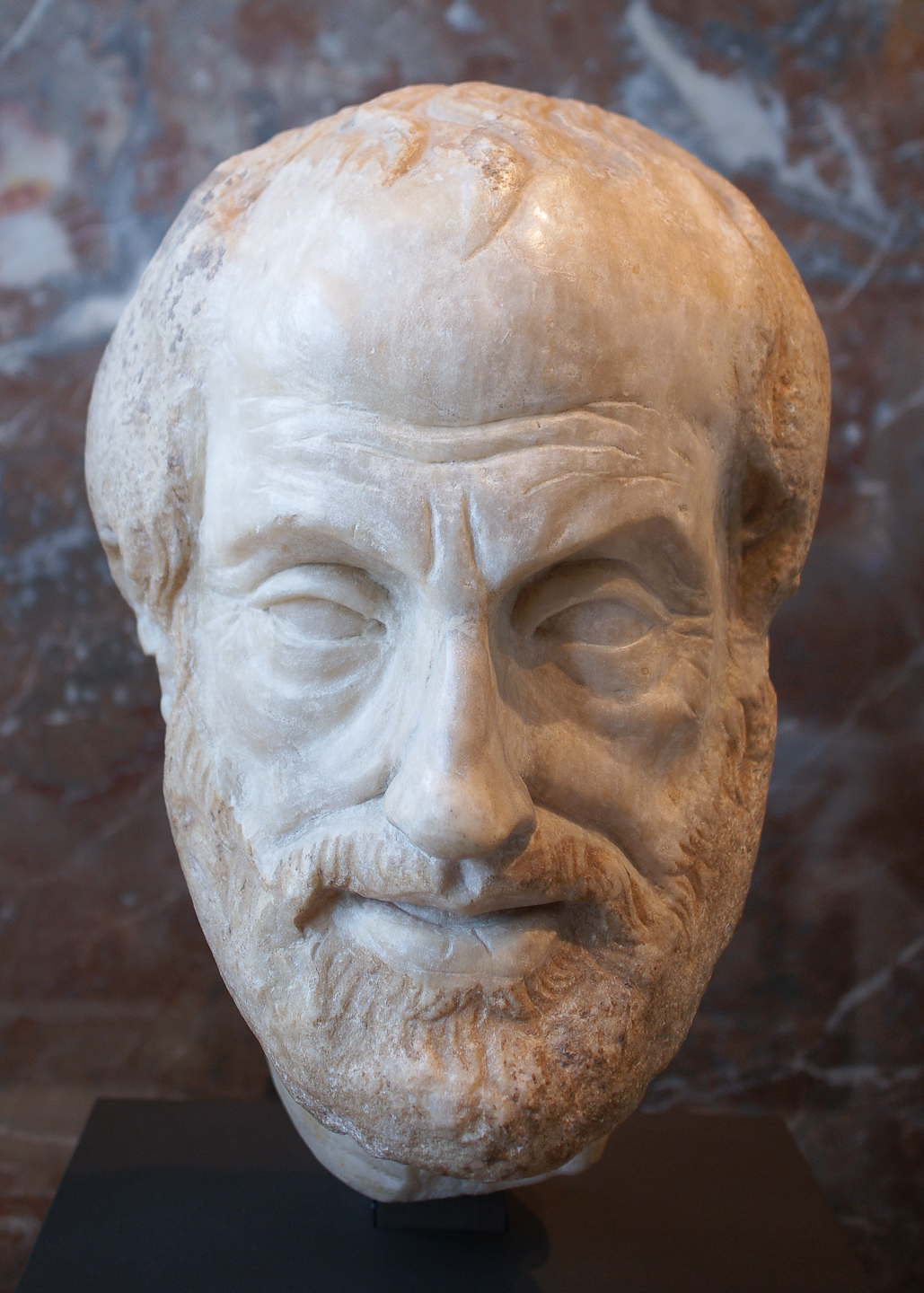
Busto de Aristóteles del Louvre

Magna moralia (en griego antiguo, Ηθικά Μεγάλα) abreviado como MM, es el título latino de una tratado de ética tradicionalmente atribuido a Aristóteles, y que en castellano suele traducirse por Gran moral o Gran ética. De hecho, la obra es más breve que los otros dos tratados de ética de Aristóteles, la Ética a Eudemo (Ηθικά Ευδήμεια) y la Ética a Nicómaco (Ηθικά Νικομάχεια), y se compone solamente de dos libros. Es posible que el título se deba originalmente a que la mayor extensión de sus dos únicos libros exigía rollos de mayor tamaño.
El consenso actual es que la obra representa el pensamiento ético de un escritor aristotélico posterior. Varios eruditos han estado en desacuerdo con esto, tomando la Magna Moralia como una obra auténtica de Aristóteles, en particular Friedrich Schleiermacher, Hans von Arnim y J.L. Ackrill.

## La cuestión de la autenticidad
Friedrich Schleiermacher consideró la Magna Moralia como una obra auténtica de Aristóteles, pero una gran parte de los filólogos del siglo XIX y XX la vieron más bien como una obra espuria, escrita posteriormente. Hans von Arnim (1859 - 1931) pensó que la Magna Moralia era la obra ética más antigua de Aristóteles, anterior a la Ética a Eudemo. Sin embargo, Jaeger rebatió esa tesis, y junto a él se situaron Richard Walzer y Charles Oscar Brink (1907 - 1994). 
En tiempos más cercanos, Franz Dirlmeier (1904 - 1977), autor de la edición reciente más importante de la Magna moralia, se ha declarado de nuevo en favor de su autenticidad. En opinión de Dirlmeier, Hans von Arnim y F. Schleiermacher, la Magna moralia sería la obra ética más antigua de Aristóteles que se denomina Urethik. Otro gran académico de Aristóteles, Ingemar Düring (1903 - 1984), ha apoyado a Dirlmeier en este punto como una redacción de un curso de la Academia platónica. De nuevo, hay que mencionar a autoridades en contra como William David Ross y Perluigi Donini.
Desde el punto de vista doctrinal, la Magna moralia mantiene una concordancia sustancial con la doctrina del bien y de la virtud que aparece en las otras obras éticas de Aristóteles. Sin embargo, desde el punto de vista de la composición del texto, tal como ha llegado a nosotros, hay numerosas razones estilísticas y terminológicas para considerarlo posterior a Aristóteles. Se ha defendido tanto que la obra es anterior como posterior a la Metafísica.

## Historia del título
El nombre Magna Moralia no puede remontarse más atrás en el tiempo que el reinado de Marco Aurelio. Henry Jackson sugirió que la obra adquirió su nombre por el hecho de que los dos rollos en los que está dividida habrían cobrado importancia en el estante en comparación con los ocho rollos de la Ética Eudemiana, aunque estos últimos son dos veces más largos.
En el Comentario sobre Job de San Gregorio a veces también se le refiere con el título de Magna Moralia.

## Contenido

### Libro I
En el Libro I de la Magna moralia, se sostiene que la moral es parte y principio de la política y que el bien supremo para el ser humano no es el bien en general, ni el bien divino, sino un bien concreto que se encuentra dentro de cada ser, que no es otro que la felicidad en el ser humano, la cual es un bien en sí mismo completo. Con esto se aleja del realismo platónico moral. Sin embargo, esta felicidad requiere de algunos bienes externos. El alma tiene una excelencia o virtud propia, que es el vivir bien. La felicidad humana es la actividad perfecta del alma en un tiempo pleno. Las virtudes se exponen, como en otras obras aristotélicas, partiendo de la división entre las virtudes éticas y las virtudes más propiamente intelectuales, en correspondencia con la estructura del alma humana, que tendría una parte irracional y otra racional.

### Libro II
En el Libro II la obra estudia el placer, la buena fortuna y la amistad. También aparece un análisis de la kalokagathía como virtud abarcadora, que es muy semejante al que se encuentra en la Ética a Eudemo.

## Ediciones
- En Aristotelis Opera; ed. de Immanuel Bekker (1785 - 1871), Berlín, 1831, vol. II, 1181 a 24 - 1213 b.
- Aristóteles. Magna Moralia; ed. de Franz Dirlmeier (1904 - 1977), Akademie-Verlag, Berlín, 1983, ISBN 3-05-001193-9
- Aristóteles. Magna moralia. Editorial Losada de Buenos Aires. Traducción de Patricio de Azcárate. ISBN 950-03-9305-0
- Aristóteles (2016). Poética. Magna Moralia.. RBA Libros. ISBN 978-84-249-3757-7.
- Aristóteles (2014). Gran Moral. Editorial Minimal. ISBN 978-84-16196-48-7.